# 鷺鷥林
鷺鷥林（英語：heronry），即鹭的棲息地，通常位于湖泊或蓄水池中的小岛上。以下是鹭巢的分佈範圍：

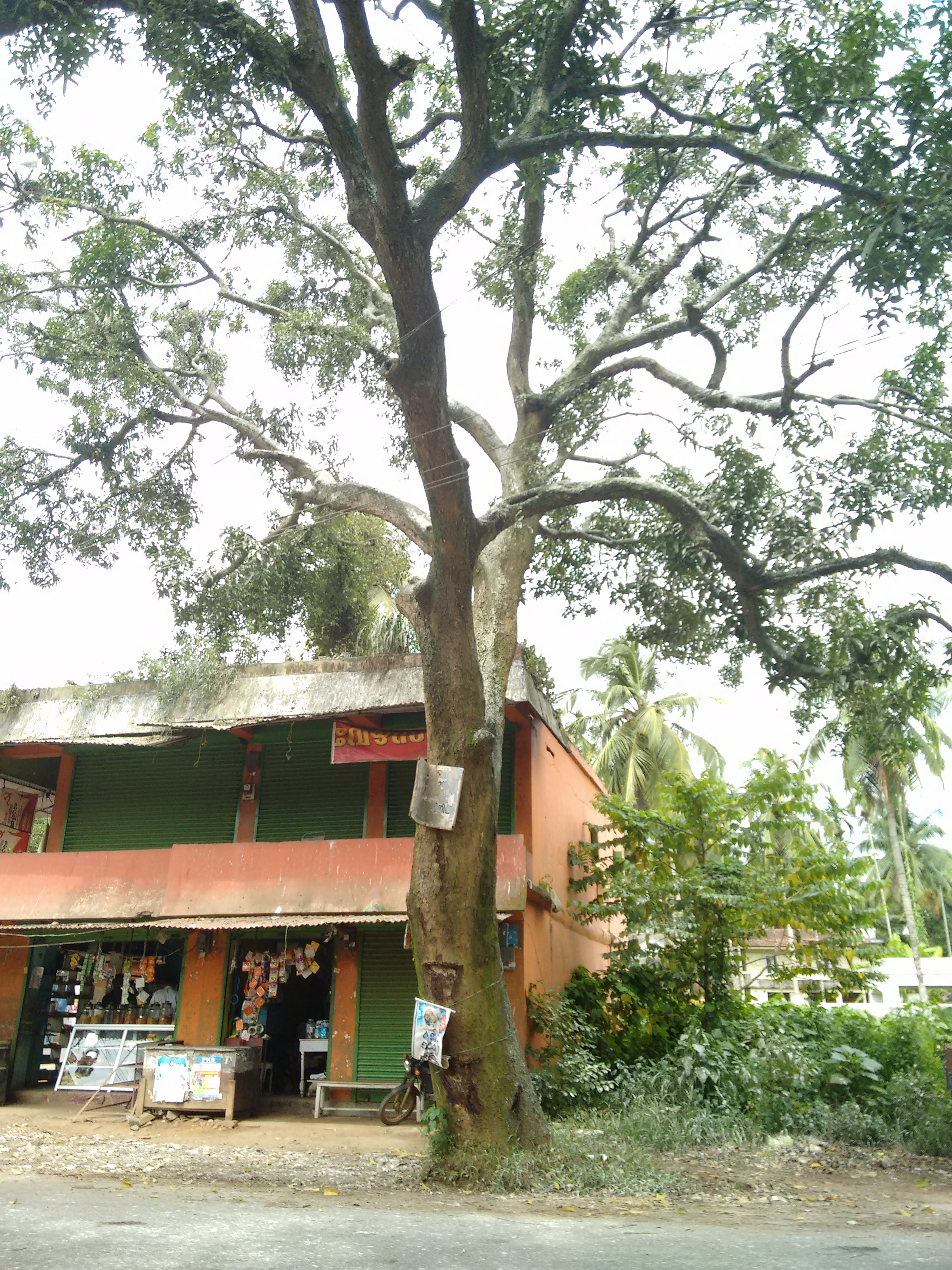
印度科泽科德的鹭巢

## 分布

### 亚洲
- Kaggaladu Heronry（英语：Kaggaladu） [1]

### 欧洲
- Cleeve Heronry（英语：Cleeve_Heronry） (格網參考 ST463662)
- Hilgay Heronry（英语：Hilgay_Heronry） (格網參考 TL635992)

### 北美洲
- The Florida Everglades（英语：Geography_and_ecology_of_the_Everglades#Mangroves_and_coastal_prairie）